# Bakerovo jezero
Bakerovo jezero se nachází na severu amerického státu Washington. Jezero se rozlévá v národním lese Mount Baker-Snoqualmie, v údolí Bakerovy řeky, jihozápadně od národního parku Severní Kaskády. Vodu získává právě z Bakerovy řeky a z několika dalších malých přítoků. Jezero se nalézá asi 16 kilometrů severně od města Concrete.
Jezero má rozlohu 19 km² a nachází se v něm 352 milionů m³ vody, jejíž hladina se v průběhu roku mění až o 12 metrů. Původně se jednalo o daleko menší vodní těleso, jehož rozlohu však v roce 1959 zvedlo dokončení konstrukce Horní Bakerovy přehrady, betonové gravitační hydroelektrárny o instalovaném výkonu 91 megawattů.
Okolí jezera je populární oblastí pro rybaření, táboření a plavbě na lodi, za kterými se sem vydávají obyvatelé okolních okresů Whatcom a Skagit. Nedaleké tábořiště Swift Creek obsahuje 55 míst pro stany a karavany, 2 další skupinová místa a lodní rampu s přístavištěm. Tábořiště se nachází v polovině jezera u břehů potoka Park Creek a také pronajímá několik chatek. Jezero chrání národní rekreační oblast Mount Baker.